# Castell de Selma
Castell de Selma és un monument protegit com a bé cultural d'interès nacional del municipi d'Aiguamúrcia (Alt Camp).

## Descripció
Escasses ruïnes en un turó sobre el poble, abandonat, de Selma.
Llegim en una obra de l'any 1934 : "Selma, llogaret abandonat, posat a 743 metres d'altitud i guarnint el capdamunt del puig del seu nom. Dalt de tot hi ha les ruïnes del que fou castell de Selma, a l'ombra del qual es formà el poblat, ara extingit, d'unes vint cases".
"El llogaret de Selma, només vint-i-cinc anys enrere, era molt important, a despit de la seva insignificança demogràfica. Era l'indret de confluència de les grans masies que ocupen les valls de l'entorn...Ara només hi ha solitud. Les cases van caient i el castell, fet una ruïna, aviat només coronarà un amuntegament d'altres ruïnes. La construcció de la carretera fins a Cal Cendral, al veí Pla de Manlleu, colpí aquest llogaret."

## Història
Del "castrum de Ceume" hi ha esment vers el 977. Limitava amb els d'Albà i Montmell. El 1149 figura consignat el seu territori en qualitat de terreny erm, igual que els veïns castells de Montagut, Querol i Pinyana. Sembla que el 26 d'abril de 1142, Guillem de Sant Martí atorgà cessió del castell de Selma als templers. No sabem -agrega Miret y Sans a Les cases de Templers y Hospitalers en Catalunya (1910, p. 169)- si l'ordre va trigar gaire a construir la comanda de Selma o si els templers van tenir el lloc de Selma unit a la comanda de Barberà o a la de Granyena; el comanador de Selma més antic que coneixem és de l'any 1225. A conseqüència de l'extinció de l'orde del Temple, a principis del segle xiv, Selma va passar a dependre de l'ordre de Sant Joan de Jerusalem, i així va ser fins a l'extinció dels senyorius.